# Live at the Starwood Dec 3, 1980
Live at the Starwood Dec 3, 1980 – drugi album koncertowy The Germs wydany w 2010 zawierający nagrania z ostatniego przed śmiercią Darby'ego Crasha koncertu zespołu, który odbył się 3 grudnia 1980 w "The Starwood" (Hollywood).

## Lista utworów
1. "Circle One" – 2:20
2. "Manimal" – 2:29
3. "Caught In My Eye" – 2:54
4. "Lion's Share" – 2:19
5. "No God" – 2:05
6. "Our Way" – 2:17
7. "Strange Notes" – 2:39
8. "What We Do Is Secret?" – 1:03
9. "Richie Dagger's Crime" – 1:48
10. "Land of Treason" – 2:22
11. "My Tunnel" – 2:51
12. "Media Blitz" – 1:39
13. "Communist Eyes" – 2:26
14. "The Other Newest One" – 3:51
15. "Let's Pretend" – 2:43
16. "Forming" – 1:18
17. "Lexicon Devil" – 2:11
18. "Shut Down (Annihilation Man)" – 7:26
19. "Public Image" – 2:30
20. "American Leather" – 2:46
21. "We Must Bleed" – 3:13
22. "Richie Dagger's Crime (Reprise)" – 3:14

## Skład
- Darby Crash – śpiew
- Pat Smear – gitara
- Lorna Doom – gitara basowa
- Don Bolles – perkusja